# Pardosa xerophila
Pardosa xerophila är en spindelart som beskrevs av Vogel 1964. Pardosa xerophila ingår i släktet Pardosa och familjen vargspindlar. Inga underarter finns listade i Catalogue of Life.